# En carn viva
En carn viva (títol original en anglès: In the Cut) és un drama protagonitzat per Meg Ryan i Mark Ruffalo. Dirigit per Jane Campion. Estrenat el 22 d'octubre de 2003 als Estats Units. Ha estat doblada al català.

## Argument
Frannie Avery (Meg Ryan), professora d'escriptura creativa, viu sola a Nova York. Intel·ligent i reservada, ha aconseguit mantenir-se al marge dels aspectes més aspres de la ciutat, dedicant-se a investigar sobre el llenguatge del carrer i la novel·la policíaca. Però tot això canvia una nit, quan Frannie sorprèn sense voler un moment d'intimitat entre un home i una dona. La càrrega eròtica de la situació la paralitza de cop, i encara que no arriba a veure el rostre de l'home, no oblidarà el tatuatge del seu canell ni la barra de la seva mirada. Al cap de poc temps, Frannie s'assabenta, per boca d'un policia que insisteix a interrogar-la, d'un fosc crim comès a prop del seu apartament. El detectiu Malloy (Mark Ruffalo), un home seductor i que a Frannie li resulta estranyament familiar, creu que ella pot saber alguna cosa. Malloy desconcerta Frannie des del primer moment, i encara que ella intenta mantenir les distàncies, el cert és que se sent atreta per ell.

## Repartiment
- Meg Ryan: Frannie Avery
- Mark Ruffalo: Detectiu Giovanni Malloy
- Jennifer Jason Leigh: Pauline
- Nick Damici: Detectiu Ritchie Rodriguez
- Sharrieff Pugh: Cornelius Webb
- Kevin Bacon: John Graham
- Micheal Nuccio: Pare de Frannie
- Alison Nega: Pormesa del pare de Frannie
- Heather Litteer: Angela Sands
- Daniel T. Booth: Red Turtle Barkeeper

## Rebuda de la crítica i comercial
Segons la pàgina d'Internet Rotten Tomatoes va aconseguir un 33% de comentaris positivos, arribant a la següent conclusió: Ryan està molt bé en el seu paper, però el thriller de Jane Campion està lluny de ser emocionant.
Segons la pàgina d'Internet Metacritic va tenir crítiques mixtes, amb un 46%, basat en 38 comentaris dels quals 10 són positius.
Va recaptar gairebé 5 milions de dòlars als Estats Units. Sumant les recaptacions internacionals la xifra puja a 23 milions.

## DVD
En carn viva va sortir a la venda l'1 de juny de 2004 a Espanya. El disc conté menús interactius, accés directe a escenes, tràilers, tràiler de cinema, comentaris del director i del productor i com es va fer En carn viva.